# نادي تبنين الرياضي
نادي تبنين الرياضي، هو نادي لبناني يهتم برياضة كرة السلة، مركزه في تبنين، جنوب لبنان.
يشارك فريق نادي تبنين لكرة السلة في الدوري اللبناني لكرة السلة في دوري الدرجة الأولى بعد صعوده السريع، وحاليا يعتبر الفريق الوحيد الذي يمثل الجنوب اللبناني.